# Keith Fraser
Keith Fraser föddes 4 februari 1968 i Fort William i Skottland och är en före detta alpin skidåkare som representerade Eswatini. Fraser ställde upp i Olympiska vinterspelen 1992 i Albertville, där han var Swazilands första tävlande under olympiska vinterspelen i historien.
Under invigningsceremonin var han Swazilands flaggbärare. Fraser placerade sig på plats 79 av de sammanlagt 93 som tog sig i mål under Super-G loppet. I storslalom slutade han på 63:e plats av de 91 som tog sig i mål. I slalom körde han ur, och i störtlopp ställde han inte upp eftersom han var missnöjd med banan.
Fraser fortsatte tävla fram till och med 2002 och tog sig till andra åket (och var därmed bland de 30 bästa) vid ett par tillfällen under FIS-tävlingar i Australien år 2001.